# (You're) Having My Baby
«(You're) Having My Baby» es una canción escrita y compuesta por Paul Anka, fue grabada en 1974 junto a Odia Coates. Se convirtió en el primer número uno de Anka en el Billboard Hot 100 en 15 años, desde «Lonely Boy» de 1959.
A pesar de su éxito comercial, la canción ha sido criticada por su sentimentalismo sensiblero y por sus matices sexistas, y ha aparecido en muchas listas de "peores canciones". Fue votada como la "Peor canción de todos los tiempos" en una encuesta realizada por CNN.com en 2006.

## Otras grabaciones
La cantante Sunday Sharpe interpretó la canción en 1974 pero en vez de cantar "(You're) Having My Baby" cambió el título de "I'm Having Your Baby.".
The Coolies interpretó en 1986 la canción pero cambió el título también "Having My Baby" para su primer álbum.
En la serie de televisión Glee fue interpretada por Cory Monteith (Finn Hudson).

## Posicionamiento en listas

### Listas semanales
| Listas (1974)                         | Mejor posición |
| ------------------------------------- | -------------- |
| Alemania (Offizielle Deutsche Charts) | 15             |
| Australia (Kent Music Report)         | 2              |
| Canadá (RPM Top Singles)              | 1              |
| Canadá (RPM Adult Contemporary)       | 19             |
| Estados Unidos (Billboard Hot 100)    | 1              |
| Estados Unidos (Cash Box Top 100)     | 1              |
| Estados Unidos (Adult Contemporary)   | 5              |
| Irlanda (IRMA)                        | 4              |
| Reino Unido (Official Charts Company) | 6              |

### Sucesión en listas
| Predecesor: «The Night Chicago Died» de Paper Lace | Billboard Hot 100 — Sencillo Nro 1 24 de agosto de 1974 — 7 de septiembre de 1974 | Sucesor: «I Shot the Sheriff» de Eric Clapton |